# Kościół św. Mikołaja i św. Stanisława Biskupa w Kałowie
Kościół świętego Mikołaja i świętego Stanisława Biskupa – rzymskokatolicki kościół parafialny należący do dekanatu poddębickiego archidiecezji łódzkiej.
Obecna świątynia została wybudowana w 1786 roku i ufundowana przez Sulimierskich. W 1869 roku świątynia została gruntownie odnowiona. Podczas ponownego remontu w 1912 roku została powiększona. Jest to budowla drewniana, posiadająca konstrukcję zrębową, oszalowana, jej prezbiterium jest zwrócone w stronę północną. Kościół został wzniesiony na planie krzyża o krótkich ramionach bocznych, jego prezbiterium jest węższe i zamknięte wielobocznie. We wnętrzu znajdują się dwie pary słupów, oddzielających wąskie nawy boczne i podtrzymujących sklepienia kolebkowe.
Do wyposażenia świątyni należy ołtarz główny pochodzący z XVIII wieku, mieszczący obraz św. Mikołaja i rzeźby świętych, ołtarze boczne pochodzą z XVIII wieku i reprezentują styl barokowy, znajdują się w nich: obraz św. Jana Nepomucena z XVII wieku i krucyfiks z XVII wieku oraz obraz św. Anny z początku XIX wieku. Organy w stylu rokokowym są ozdobione rzeźbami aniołów grających na trąbach; chrzcielnica w stylu rokokowym pochodzi z 1800 roku. Jeden z feretronów jest ozdobiony rzeźbą Matki Bożej Różańcowej, a drugi jest ozdobiony obrazem Zaślubin Józefa z Maryją.